# 腓特烈二世 (士瓦本)
腓特烈二世（1090年—1147年4月6日），德意志諸侯，1105年起为士瓦本公爵。他是德國歷史上顯赫的霍亨斯陶芬王朝在士瓦本的第二個統治者，腓特烈一世之子、霍亨斯陶芬王朝第一位羅馬人民的國王康拉德三世的兄長、紅鬍子腓特烈一世的父親。母親是神聖羅馬帝國皇帝亨利四世的女兒阿格尼絲。

## 生平
腓特烈二世於1105年在父親逝世後繼承他士瓦本公爵的爵位。繼承父親的遺志，他與弟弟康拉德一起鞏固及擴展霍亨斯陶芬家族的領地。腓特烈二世在亞爾薩斯沿着萊茵河興建了幾座城堡。
當舅父羅馬人民的國王亨利五世與父親神聖羅馬帝國皇帝亨利四世爭鬥時，腓特烈二世支持亨利五世。其後於1108年腓特烈二世亦幫助亨利五世對抗匈牙利國王卡爾曼。1110年，亨利五世進軍意大利，並在羅馬強迫教宗巴斯加二世為他加冕為神聖羅馬帝國皇帝。因為這些功勞，亨利五世將其弟康拉德封為法蘭克尼亞公爵，並於1116年亨利五世再次進軍意大利時，將兄弟二人封為攝政，在德意志為他統治國家。
1125年，亨利五世逝世，死後無嗣，因此薩利安王朝斷絕，身為外甥的腓特烈二世參加羅馬人民的國王的選舉。可惜卻被美茵茨總教區總主教阿德爾伯特所支持的薩克森公爵洛泰爾二世所撃敗。腓特烈二世首先對新國王表示敬意。然而，他拒絕向洛泰爾二世作出效忠誓言，並堅持承繼在中萊茵的薩利安家族遺產。雙方不斷爭鬥，其間腓特烈二世在戰爭中失去一隻眼，因此綽號為「獨眼」。最後雙方於1135年春天和解，洛泰爾二世亦向其他諸侯發出對霍亨斯陶芬家族的領地停戰的指示。
1137年，洛泰爾二世逝世。其後弟弟康拉德三世當選為羅馬人民的國王，開創了霍亨斯陶芬王朝。
1147年，腓特烈二世逝世，他被葬在亞爾薩斯瓦爾布爾的本篤會修道院。長子腓特烈繼承爵位，是為士瓦本公爵腓特烈三世。其後於1152年腓特烈當選為羅馬人民的國王，並於1155年被教宗亞德四世加冕為神聖羅馬帝國皇帝。

## 家庭
腓特烈二世的第一任妻子是來自韋爾夫家族的巴伐利亞公爵亨利九世的女兒茱蒂絲。
子女：
- 紅鬍子腓特烈一世（1122年－1190年），繼承士瓦本公爵，其後成為神聖羅馬帝國皇帝[5]。
- 伯莎（朱迪絲）（1123年－1195年），嫁給洛林公爵馬蒂厄一世。

第二任妻子是來自薩爾布魯根伯爵腓特烈的女兒薩爾布魯根的阿格尼絲（？－約1147年）
- 康拉德（1134年/1136年－1195年），萊茵-普法爾茨伯爵（1156年－1195年）。
- 朱迪絲（英语：Judith of Hohenstaufen）（1135年－1190年），嫁給圖林根領地伯爵路易二世。